# Hyalurgus cruciger
Hyalurgus cruciger là một loài ruồi trong họ Tachinidae.